# 条裂垂头菊
条裂垂头菊（学名：Cremanthodium laciniatum）是菊科垂头菊属的植物，为中国的特有植物。分布在中国大陆的西藏等地，生长于海拔4,100米的地区，一般生于高山砾石地，目前尚未由人工引种栽培。